# Eparchie pskovská
Eparchie Pskov je eparchie ruské pravoslavné církve nacházející se v Rusku.

## Území a titul biskupa
Zahrnuje správní hranice území městského okruhu Pskov, také Gdovského, Dědovičského, Dnovského, Ostrovského, Palkinského, Pečorského, Pljusského, Porchovského, Pskovského, Pytalovského a Strugo-Krasněnského rajónu Pskovské oblasti.
Eparchiálnímu biskupovi náleží titul biskup pskovský a porchovský.

## Historie
Eparchie byla zřízena 4. února 1589 oddělením území z novgorodské eparchie.
Roku 1682 bylo rozhodnuto o rozdělení Ruska na 13 metropolí, 6 archieparchií a 49 eparchií. Tím se Pskov stal metropolitním sídlem. Prvním metropolitou se stal Markell.
Dne 25. prosince 2014 byla rozhodnutím Svatého synodu zřízena z části území eparchie nová eparchie velikolukská.

## Seznam biskupů
- 1589–1592 Misail
- 1592–1595 Varlaam (Belkovský), dočasný administrátor
- 1595–1608 Gennadij
- Iosif (zmíněn roku 1610)
- 1613–1615 Silvestr
- 1616–1623 Ioakim
- 1623–1627 Pavel
- 1627–1634 Ioasaf
- 1634–1649 Levkij
- 1649–1664 Makarij
- 1665–1682 Arsenij
- 1682–1690 Markell
- 1691–1698 Ilarion (Smirnov)
- 1698–1717 Iosif (Rimskij-Korsakov)
- 1718–1725 Feofan (Prokopovič)
- 1725–1725 Feofilakt (Lopatinskij)
- 1725–1731 Rafail (Zaborovskij)
- 1731–1739 Varlaam (Lenickij)
- 1739–1745 Stefan (Kalinovskij)
- 1745–1754 Simon (Todorskij), místně svatořečený
- 1758–1761 Veniamin (Pucek-Grigorovič)
- 1761–1763 Gedeon (Krinovskij)
- 1763–1798 Innokentij (Něčajev)
- 1798–1814 Irinej (Klementěvskij)
- 1814–1815 Mefodij (Smirnov)
- 1815–1816 Michail (Děsnickij), dočasný administrátor
- 1816–1822 Jevgenij (Bolchovitinov)
- 1822–1825 Jevgenij (Kazancev)
- 1825–1834 Mefodij (Pišňačevskij)
- 1834–1849 Nafanail (Pavlovskij)
- 1849–1856 Platon (Goroděckij), dočasný administrátor
- 1856–1862 Jevgenij (Baženov)
- 1862–1869 Feognost (Lebeděv)
- 1869–1882 Pavel (Dobrochotov)
- 1882–1885 Nafanail (Soborov)
- 1885–1893 Germogen (Dobronravin)
- 1893–1902 Antonin (Děržavin)
- 1902–1902 German (Ivanov), dočasný administrátor
- 1902–1903 Sergij (Lanin)
- 1903–1910 Arsenij (Stadnickij), svatořečený vyznavač
- 1910–1912 Alexij (Molčanov)
- 1912–1912 Gennadij (Tuberozov), dočasný administrátor
- 1912–1919 Jevsevij (Grozdov)
- 1920–1923 Gennadij (Tuberozov)
- 1923–1927 Varlaam (Rjašencev)
  - 1924–1927 Nikolaj (Pokrovskij), dočasný administrátor
- 1927–1935 Feofan (Tuljakov)
- 1935–1935 Varlaam (Pikalov)
- 1935–1936 Feodor (Jakovcevskij)
- 1936–1940 Nikolaj (Jaruševič), dočasný administrátor
- 1944–1949 Grigorij (Čukov)
- 1949–1949 Iustin (Malcev)
- 1949–1954 Grigorij (Čukov), dočasný administrátor
- 1954–1987 Ioann (Razumov)
- 1987–1993 Vladimir (Kotljarov)
- 1993–2018 Jevsevij (Savvin)
- 2018–2023 Tichon (Ševkunov)
- 2023–2024 Arsenij (Pěrevalov)
- od 2024 Matfej (Kopylov)